# Tuszyn
Tuszyn este un oraș în Polonia.